# グリーゼ581b
グリーゼ581b (英: Gliese 581b) は、地球から見ててんびん座の方向に約20光年離れた位置にある赤色矮星、グリーゼ581の周りを公転するホット・ネプチューン型の太陽系外惑星である。

## 発見
この惑星は、ミシェル・マイヨールらフランスとスイスの天文学者のチームによって発見され、当時見つかっていたうちで最も小さい太陽系外惑星として2005年11月30日に公表された。赤色矮星の周囲を公転している太陽系外惑星としては、グリーゼ876とグリーゼ436以来、5つ目であった。
この惑星は、HARPSの装置を使って、恒星が揺れている様子が観測されたことから発見された。発見を報告する論文は、アストロノミー・アンド・アストロフィジックス誌のレター論文として発表された。

## 軌道と質量
グリーゼ581bは、最低でも地球質量の16倍、海王星と同程度の質量を持つ。恒星面をトランジットしないため、地球から見た軌道面の軌道傾斜角は88.1°以下と考えられている。グリーゼ581恒星系の動力学シミュレーションによると、4つの惑星の軌道は共平面で、質量が下限の1.6倍から2倍を超えると不安定になると見積もられている。これは主に、惑星bと惑星eの位置が近いためである。このことより、グリーゼ581bの質量の上限は地球の30.4倍、海王星の1.77倍と推定される。
恒星グリーゼ581から約600万km（0.041天文単位）という近い軌道を公転し、軌道周期はわずか5.4日である。ちなみに、太陽系で最も内側を巡る水星は、太陽から5800万km（0.387天文単位）の軌道を88日間かけて公転している。

## 特徴
グリーゼ581bは、グリーゼ436bと質量、温度等の面で似ている。また、ともにコロナ質量放出の影響を受けている可能性がある。グリーゼ581bが恒星表面を通過しないため、これ以上のことは今のところ分かっていない。